# Mauressargues
Mauressargues – miejscowość i gmina we Francji, w regionie Oksytania, w departamencie Gard.
Według danych na rok 1990 gminę zamieszkiwało 95 osób, a gęstość zaludnienia wynosiła 16 osób/km² (wśród 1545 gmin Langwedocji-Roussillon Mauressargues plasuje się na 806. miejscu pod względem liczby ludności, natomiast pod względem powierzchni na miejscu 970.).